# Paciano
Paciano – miejscowość i gmina we Włoszech, w regionie Umbria, w prowincji Perugia.
Według danych na rok 2004 gminę zamieszkiwały 953 osoby, 59,6 os./km².